# Vorarlbergbahn

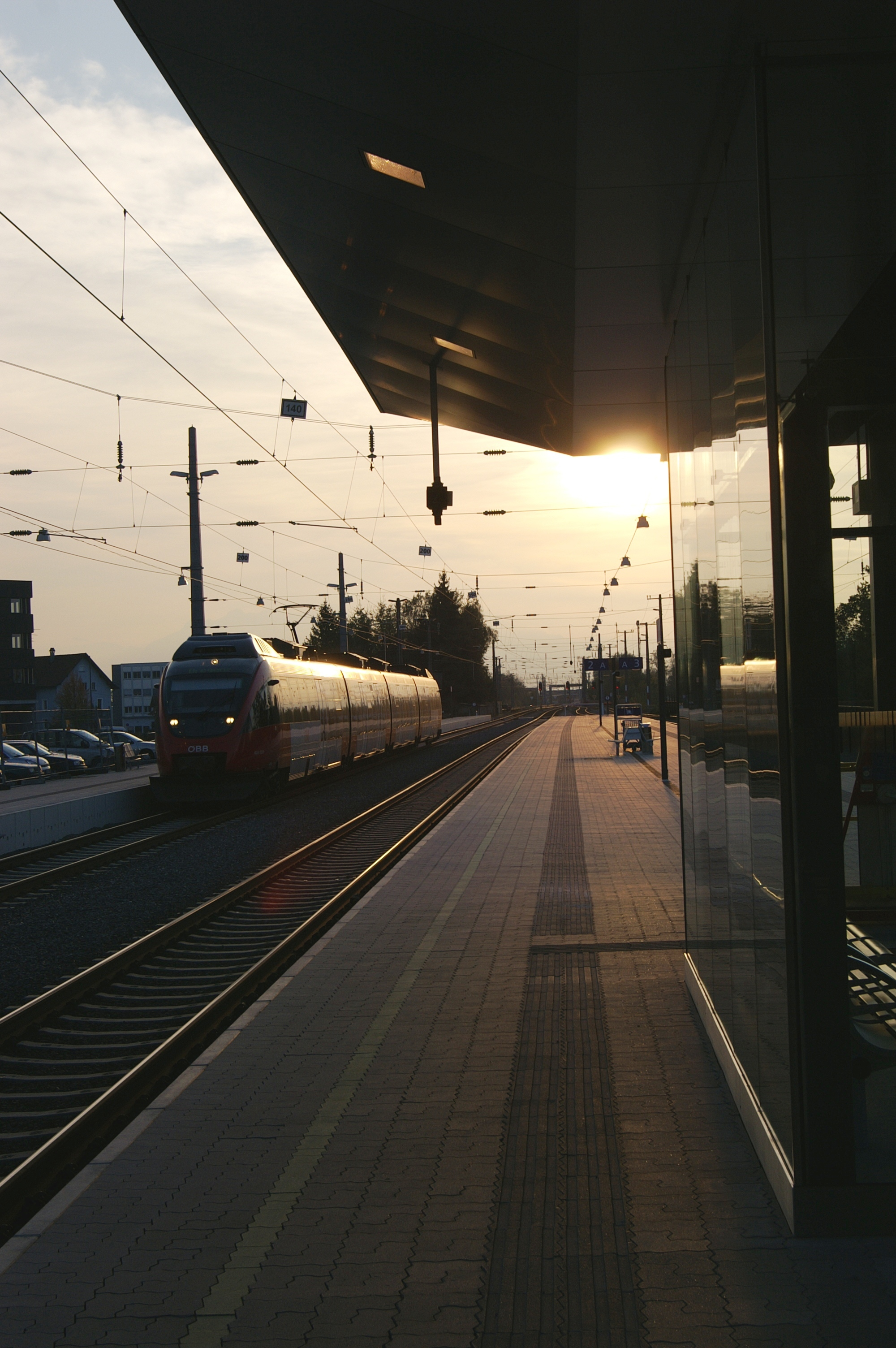
ÖBB 4024 sorozatú villamos motorvonat mint S-Bahn Dornbirn állomáson

A Vorarlbergbahn, más néven a Lindau–Bludenz-vasútvonal egy normál nyomtávolságú, 15 kV 16,7 Hz-cel villamosított, részben kétvágányú (csak Lindau–Lochau-Hörbranz és Bregenz–Bludenz között) vasútvonal a németországi Lindau és az osztrák Bludenz között.
A Vorarlbergbahn átszeli Vorarlberg tartományt, hasonlóan a Rheintal/Walgau Autobahn-hoz az államhatártól, Lindautól vagy Hörbranztól Bludenzig, ahol csatlakozik az Arlbergbahnhoz. A teljes vonal tulajdonosa és üzemeltetője az ÖBB.

## Fordítás
- Ez a szócikk részben vagy egészben  a   Vorarlbergbahn című német Wikipédia-szócikk fordításán alapul.  Az eredeti cikk szerkesztőit annak laptörténete sorolja fel. Ez a jelzés csupán a megfogalmazás eredetét és a szerzői jogokat jelzi, nem szolgál a cikkben szereplő információk forrásmegjelöléseként.